# Diario del Hogar
El Diario del Hogar fue un periódico que se publicó en la Ciudad de México de 1881 a 1912.

## Publicaciones
Fue fundado por Filomeno Mata en 1881, contenía las secciones “Ecos de la semana”, “Noticias locales”, “Dulcería y pastelería” y “Pastel de la semana”. Su misión era social y su objetivo era tratar los asuntos cotidianos. Fue hasta 1888 cuando la publicación tomó un tinte político de crítica constante contra el gobierno del presidente Porfirio Díaz.
El periódico se inclinó a favor del principio de no reelección, sus ejemplares mostraban un cintillo que indicaba: “Sufragio efectivo. No reelección”. Filomeno Mata, su fundador, fue perseguido por los porfiristas, y llegó a ser encarcelado en diversas ocasiones. Al morir Filomeno Mata,  el 2 de julio de 1911, el director del periódico fue Juan Sarabia. El 15 de diciembre del mismo año, el periódico publicó el Plan de Ayala, con la previa autorización del presidente Francisco I. Madero, quien dijo: “Sí, publíquelo, para que todos conozcan a ese loco de Zapata”.